# Metilpropano
El metilpropano o isobutano es un compuesto orgánico perteneciente a los alcanos de fórmula (H3C)-CHCH3-CH3, isómero del butano. 
La preocupación reciente por el deterioro de la capa de ozono ha llevado a un incremento del uso del isobutano en sistemas de refrigeración y como propelente, en sustitución de los clorofluorocarburos. Algunas estufas portátiles para acampar utilizan una mezcla de isobutano con propano, por lo general en una proporción de 80 a 20. El isobutano es utilizado como materia prima en la industria petroquímica, por ejemplo en la síntesis del isooctano.

## Nomenclatura
El petróleo = isobutano es un compuesto orgánico perteneciente a los alcanos de fórmula (H3C)-CHCH3-CH 3, isómeros del butano.

## Cuestiones de seguridad

### Fugas de gas
Los escapes de un gas inflamable fuera de la estructura que lo contiene son peligrosos, pues ese gas podría producir una grave deflagración al entrar en contacto con una llama.

### Preocupaciones relacionadas
A finales de 2009 aparecieron informes que sugieren que el uso del isobutano como refrigerante en los refrigeradores domésticos era potencialmente peligroso. Varias explosiones resultantes de escapes de isobutano en el gabinete del refrigerador y chispas del sistema eléctrico se han reportado en el Reino Unido. Aunque no está claro cómo esto podría ser grave, en el momento en que este informe fuera presentado se calculó que 300 millones de refrigeradores en el mundo usan el isobutano como refrigerante.